# Liste des grands commandeurs de l'ordre Teutonique
Le grand commandeur de l'ordre Teutonique (en allemand Großkomtur des Deutschen Ordens) est l'un des cinq grands dignitaires de l'ordre. C'est en quelque sorte le premier ministre du grand maître et il est directement nommé par celui-ci. Sa résidence officielle est la forteresse de Marienbourg.

## Liste des grands commandeurs
(Cette liste est incomplète et imparfaite)
| Période    | Grand commandeur                                                |
| ---------- | --------------------------------------------------------------- |
| 1208       | Gerhard                                                         |
| 1208–1215  | ?                                                               |
| 1215       | Drabodo de Utinge (von Usingen)                                 |
| 1215–1228  | ?                                                               |
| 1228       | Ludolf                                                          |
| 1228–1249  | ?                                                               |
| 1249–1257  | Eberhard von Seine                                              |
| 1257–1261  | ?                                                               |
| 1261–1266  | Hartmann von Heldrungen                                         |
| 1266–1277  | ?                                                               |
| 1277–1280  | Johan von Westfalen                                             |
| 1280–1309  | ?                                                               |
| 1 309–1312 | Heinrich von Plötzke                                            |
| 1312–1314  | Heinrich von Gera (Haus Reuß)                                   |
| 1314–1324  | Werner von Orseln (1317–1319 opposé à Friedrich von Wildenberg) |
| 1324–1330  | Friedrich von Wildenberg                                        |
| 1330–1331  | Otto von Bonsdorf                                               |
| 1331–1334  | Konrad von Kesselhut                                            |
| 1334–1336  | Günther von Schwarzburg                                         |
| 1336–1338  | Heinrich von Reuß                                               |
| 1338–1342  | Ludolf König von Wattzau                                        |
| ?          |                                                                 |
| 1346–1351  | Winrich von Kniprode                                            |
| 1351–1359  | Heinrich von Boventin                                           |
| 1360–1374  | Wolfram von Baldersheim                                         |
| 1374–1383  | Rüdiger von Elner                                               |
| 1383–1387  | Kuno von Liebenstein                                            |
| 1387–1391  | Konrad von Wallenrode                                           |
| 1391–1404  | Wilhelm von Helfenstein                                         |
| 1404–1410  | Kuno von Lichtenstein                                           |
| 1410–1419  | Hermann von Gans                                                |
| 1419–1422  | Paul von Rusdorf                                                |
| 1422–1432  | ?                                                               |
| 1432–1439  | Konrad von Erlichshausen                                        |
| 1439       | Wilhelm von Helfenstein                                         |
| 1439–1440  | Bruno von Hirzberg                                              |
| 1440–1441  | Gerlach Mertz                                                   |
| 1441–1446  | Johann von Remchingen                                           |
| 1447–1449  | Dietrich von Werdenau (von Wernau (Adelsgeschlecht))            |
| 1449       | Heinrich Zoller von Richtenberg                                 |
| 1449–1457  | ?                                                               |
| 1457       | Ulrich von Eysenhoffen                                          |
| 1457–1467  | ?                                                               |
| 1467       | Heinrich Reuß von Plauen                                        |
| 1467–1489  | ?                                                               |
| 1489–1490  | Johann von Tiefen                                               |
| 1490–1499  | ?                                                               |
| 1499–1514  | Simon von Drahe                                                 |

## Sources
- (de) Cet article est partiellement ou en totalité issu de l’article de Wikipédia en allemand intitulé « Großkomtur des Deutschen Ordens » (voir la liste des auteurs).